# 336-я стрелковая дивизия (2-го формирования)
336-я стрелковая Житомирская Краснознамённая ордена Суворова дивизия — воинское соединение Вооружённых Сил СССР в Великой Отечественной войне. Период боевых действий: с 3 декабря 1941 года по 11 мая 1945 года.

## Формирование
336-я стрелковая дивизия формировалась в городе Мелекессе в августе — ноябре 1941 года. В начале 1942 года прибыла на Западный фронт и участвовала в Московской битве.

## Состав
- 1128-й стрелковый полк (командир полка полковник Х. Д. Заманов, август 1942 -декабрь 1944);
- 1130-й стрелковый полк;
- 1132-й стрелковый полк;
- 909-й артиллерийский полк;
- 254-й отдельный истребительно-противотанковый дивизион;
- 408-й отдельная разведывательная рота;
- 478-й отдельный саперный батальон;
- 797-й отдельный батальон связи (298-я отдельная рота связи);
- 431-й медико-санитарный батальон;
- 424-я отдельная рота химзащиты;
- 461-я автотранспортная рота;
- 200-я полевая хлебопекарня;
- 769-й дивизионный ветеринарный лазарет;
- 134-я полевая почтовая станция;
- 776-я полевая касса Госбанка.

Периоды вхождения в состав Действующей армии:
- 3 декабря 1941 года — 15 августа 1943 года
- 7 сентября 1943 года — 11 мая 1945 года

Перечень № 5 Стрелковых, горнострелковых, мотострелковых и моторизованных дивизий, входивших в состав действующей армии в годы Великой Отечественной войны 1941—1945 гг. / А. П. Покровский. — М.: Министерство обороны, 1956. — 218 с.

## Подчинение[2]
| Дата            | Фронт (округ)             | Армия      | Корпус                 |
| --------------- | ------------------------- | ---------- | ---------------------- |
| 01.09.1941 года | Приволжский военный округ |            |                        |
| 01.12.1941 года | Резерв Ставки ВГК         | 60-я армия |                        |
| 01.01.1942 года | Западный фронт            | 5-я армия  |                        |
| 01.02.1942 года | Западный фронт            |            |                        |
| 01.03.1942 года | Западный фронт            | 50-я армия |                        |
| 01.07.1942 года | Западный фронт            | 16-я армия |                        |
| 01.08.1942 года | Западный фронт            | 31-я армия |                        |
| 01.01.1943 года | Западный фронт            | 20-я армия |                        |
| 01.04.1943 года | Брянский фронт            | 61-я армия |                        |
| 01.09.1943 года | Резерв Ставки ВГК         | 61-я армия | 89-й стрелковый корпус |
| 01.10.1943 года | Центральный фронт         | 61-я армия | 89-й стрелковый корпус |
| 01.11.1943 года | 1-й Украинский фронт      | 13-я армия | 28-й стрелковый корпус |
| 01.12.1943 года | 1-й Украинский фронт      | 60-я армия | 15-й стрелковый корпус |
| 01.03.1945 года | 1-й Украинский фронт      | 60-я армия | 28-й стрелковый корпус |
| 01.05.1945 года | 4-й Украинский фронт      | 60-я армия | 15-й стрелковый корпус |

## Командиры
- Шаповалов, Григорий Михайлович (13.09.1941 — 15.12.1941), полковник;
- Соловьёв, Николай Николаевич (16.12.1941 — 29.03.1942), полковник;
- Добринский, Александр Григорьевич (30.03.1942 — 14.04.1942), майор;
- Кузнецов, Владимир Степанович (15.04.1942 — 18.06.1942), генерал-майор;
- Самсонов, Василий Акимович (18.06.1942 — 16.07.1942), полковник;
- Кузнецов, Владимир Степанович (16.07.1942 — 01.07.1943), генерал-майор;
- Игначев, Максим Арсентьевич (02.07.1943 — 04.08.1944), полковник;
- Петухов, Иван Иванович (05.08.1944 — 22.08.1944), полковник;
- Гринвальд-Мухо, Лазарь Васильевич (23.08.1944 — 03.04.1945), полковник;
- Борисов, Михаил Фёдорович (04.04.1945 — 11.05.1945), генерал-майор.

## Награды дивизии
- 1 января 1944 года — «Житомирская» — почётное наименование присвоено приказом Верховного Главнокомандующего от 1 января 1944 года в ознаменование одержанной победы и отличие в боях за город Житомир.
- 19 февраля 1945 года —  Орден Суворова II степени — награждена указом Президиума Верховного Совета СССР от 19 февраля 1945 года за образцовое выполнение боевых заданий командования в боях с немецкими захватчиками, за овладение городами Глейвиц, Хжанув и проявленные при этом доблесть и мужество.[3]
- 28 мая 1945 года —  Орден Красного Знамени — награждена указом Президиума Верховного Совета СССР от 28 мая 1945 года за образцовое выполнение заданий командования в боях с немецкими захватчиками при овладении городами Моравская Острава, Жилина и проявленные при этом доблесть и мужество.[4]

Награды частей дивизии:
- 1128-й стрелковый Тарнопольский[5] полк
- 1130-й стрелковый Тарнопольский[5] ордена Суворова[6] полк
- 1132-й стрелковый Дембицкий[7] полк
- 909-й артиллерийский Дембицкий[7] полк
- 254-й отдельный истребительно-противотанковый ордена Богдана Хмельницкого[6] дивизион

## Отличившиеся воины

### Кавалеры ордена Славы 3-х степеней[8]
- Бринько, Николай Андреевич, младший сержант, разведчик 1128 стрелкового полка.
- Денисенко, Степан Петрович, старшина, командир пулемётного расчёта 1128 стрелкового полка.
- Дубина, Илья Тихонович, сержант, наводчик 76-мм пушки 1130 стрелкового полка.
- Игнатенко, Николай Яковлевич, старший сержант, командир отделения разведки 1130 стрелкового полка.
- Кудряшов, Пётр Егорович, старший сержант, командир разведывательного отделения 478 отдельного сапёрного батальона.
- Писклов , Александр Семёнович, старший сержант, командир орудия 254 отдельный истребительно-противотанковый дивизион.
- Сирык, Кузьма Васильевич, сержант, командир отделения 1132 стрелкового полка.
- Чуриков, Геннадий Петрович, сержант, разведчик 408 отдельной разведывательной роты.
- Юсупов, Сарвар Юсупович, Ефрейтор, телефонист взвода управления 2-го дивизиона 909 артиллерийского Дембицкого полка.